# همفري كامبل
همفري كامبل (بالهولندية: Humphrey Campbell)‏ هو مغني ومدرس هولندي، ولد في 26 فبراير 1958 في مونكو ‏ في سورينام.

## وصلات خارجية
- الموقع الرسمي
- همفري كامبل على موقع IMDb (الإنجليزية)
- همفري كامبل على موقع ميوزك برينز (الإنجليزية)
- همفري كامبل على موقع أول ميوزيك (الإنجليزية)
- همفري كامبل على موقع ديسكوغز (الإنجليزية)